# Klajda Gjosha
Klajda Gjosha, född 28 juli 1983 i Tirana, är en albansk politiker. Hon var mellan 2013 och 2017 minister för europeisk integration i regeringen Rama. Efter parlamentsvalet i Albanien 2017 fick Rama lov att ombilda sin regering; han avskaffade samtidigt Gjoshas ministerpost vilken sammanfogades med utrikesministerns uppdrag. Därefter verkade hon åren 2017–2019 som vice ordförande i parlamentets utrikesutskott.
Gjosha är medlem i Socialistiska rörelsen för integration (LSI), och hon utsågs efter ASHE-koalitionens seger i parlamentsvalet i Albanien 2013 till minister för europeisk integration. Hon blev därmed en av fem ministrar från LSI i regeringen som annars dominerades av Albaniens socialistparti (PS).
Senare har Gjosha verkat som fredsambassadör för Universal Peace Foundation.